# 永作博美
永作 博美（ながさく ひろみ、1970年10月14日 - ）は、日本の女優、アイドルで、活動停止中のアイドルグループ ribbonのメンバー。茨城県行方郡麻生町（現：行方市）出身。田辺エージェンシー所属。

## 略歴
茨城県立麻生高等学校卒業。
1988年、『オールナイトフジ 女子高生スペシャル』（フジテレビ）の美感少女コンテストでベストパフォーマー賞を受賞。これ1回だけの出演のつもりだったが、その後、バラエティ番組『田代まさしのオイシイじゃん』（フジテレビ）に6か月間出演。この番組のディレクターから薦められて受けた乙女塾1期生の審査に合格し、これの後身番組となる『パラダイスGoGo!!』への出演が決まる。
高校卒業後の1989年にバラエティ番組『パラダイスGoGo!!』（フジテレビ）内の「乙女塾」にて、松野有里巳・佐藤愛子との3人でアイドルグループ ribbonを結成し、活動する。
1993年にはシングル「My Home Town」でソロデビュー。
その後、1994年にテレビドラマ『陽のあたる場所』（フジテレビ）で本格的に女優デビュー。第50回ブルーリボン賞助演女優賞、第35回日本アカデミー賞最優秀助演女優賞、第54回ブルーリボン賞主演女優賞などを受賞する。
2009年映像作家の内藤まろと結婚。2010年に第1子となる男児を、2013年に第2子の女児を出産した。

## 人物・エピソード
- 「博美」という名前は、生まれた年、1970年に日本万国博覧会（大阪万博）が開催されたことに因んで祖父が名付けた[10]。
- 子供の頃から歌は好きだったが、元々芸能界への憧れは特に無かったとのことで、「オールナイトフジ 女子高生スペシャル」への応募は、高校生活最後の思い出にしたいためからということだった[7]。
- 魔性の女を演じることが増えたため、永作自身もそうであると思われることがあるというが、本人はこれについては「それは私の口からはなんとも…ただ、素の私と役が重なって見えるのは、役者としてとても楽しいことです」とコメントしている[11]。
- 不定期に放送されているオムニバステレビドラマ『世にも奇妙な物語』（フジテレビ）に出演する事が多く、2017年に放送された「春の特別篇」では歴代最多8回目となる主演を果たした[12][13]。
- 出身地の麻生町を母体にして2005年に成立した行方市について、永作は同市に関係のある著名人10人の中の一人、かつ唯一の俳優として、地域イメージの向上活動などを行う「なめがた大使」を受任している[6]。
- ゆとり世代に対して2015年5月17日放送分の『行列のできる法律相談所』の中で「妙な堂々さがあって、少々気味の悪いことがあります」と述べた[14]。

## 出演

### テレビドラマ
- 鎌倉恋愛委員会「出会いはオンタイム」（1991年、TBS）
- 世にも奇妙な物語（フジテレビ）
  - 第2シリーズ「テレフォンカード」（1991年1月31日） - 共演・博美 役[注 1]
  - 七夕の特別編「罰ゲーム」（1994年7月7日） - 主演・ユキ 役
  - '96冬の特別編「赤ちゃん養育ソフト」（1996年1月4日） - 主演・渡辺紀子 役
  - '99春の特別編「協力者」（1999年3月31日） - 主演・深森和津美 役
  - '04春の特別編「サイゴノヒトトキ」（2004年3月29日） - 主演・鈴木弥生 役
  - '07春の特別編「雰差値教育」（2007年3月26日） - 主演・名城恵子 役
  - 21世紀21年目の特別編「缶けり」（2011年5月14日） - 主演・藤村幸子　役
  - '17春の特別編「一本足りない」（2017年4月29日） - 主演・風見綾子 役
- 陽のあたる場所（1994年1月13日 - 3月24日、フジテレビ） - 山本ふみえ 役
- レベル7 -空白の90日-（1994年3月28日、関西テレビ）
- さんかくはぁと（1995年1月9日 - 3月20日、テレビ朝日） - ヒロイン・七海郁子 役
- カケオチのススメ（1995年7月3日 - 9月11日、テレビ朝日） - ヒロイン・鴬谷由比 役
- 内館牧子の失恋美術館「あの頃」（1995年、フジテレビ）
- 恋のクロスロード （1996年、関西テレビ）
- 京都埋蔵金伝説殺人事件（1996年、TBS）
- 恐い女シリーズ「笑う女」（1996年、フジテレビ） - 主演
- きっと誰かに逢うために（1996年、テレビ東京） - （第6話ゲスト）
- 金曜時代劇 天晴れ夜十郎（1996年9月13日 - 1997年3月21日、NHK総合） - おれん 役
- ひとり暮らし（1996年10月11日 - 12月13日、TBS） - 西島恭子 役
- いとしの未来ちゃん 第1話（1997年4月12日、テレビ朝日）
- 金のたまご（1997年7月3日 - 9月18日、TBS） - 山口涼 役
- 青い鳥（1997年10月10日 - 12月19日、TBS） - 秋本美紀子 役
- 冷たい月（1998年1月12日 - 3月16日、日本テレビ） - 森下美咲 役
- ひとりぼっちの君に（1998年7月2日 - 9月17日、TBS） - ヒロイン・本多里美 役
- 烏鯉（1998年、TBS）
- くらげが眠るまで（1998年11月3日 - 1999年1月12日、SKY Perfect TV!） - 主演・出町杳子 役[15]
- 週末婚（1999年4月9日 - 7月2日、TBS） - 主演・浅井（矢作）月子 役
  - 週末婚スペシャル（1999年10月1日）
- 玩具の神様（1999年、NHK総合）
- ディア・フレンド （1999年11月29日、TBS） - 片平玲子 役
- ブラック・ジャック〜臓器農場行き幽霊バス〜（2000年3月31日、TBS） - 佐山玲子 役
- 伝説の教師（2000年4月15日 - 6月24日、日本テレビ） - ヒロイン・神宮司絹香 役
- 百年の物語 第2夜「戦後編・愛は哀しみをこえて」（2000年8月29日、TBS） - 島崎芳江 役
- 午前三時のルースター （2000年、テレビ朝日） - 今井美奈子 役
- ちいさな橋を架ける （2001年、毎日放送）
- Pure Soul〜君が僕を忘れても〜（2001年4月9日 - 6月25日、日本テレビ） - 主演・瀬田薫 役
- 慎吾ママドラマスペシャル おっはーは世界を救う 第2回（2001年8月31日、フジテレビ）
- 憧れの人 （2001年、関西テレビ）
- 婚外恋愛（2002年1月10日 - 3月14日、テレビ朝日） - 主演・湯浅みつる 役
- 海猿（2002年7月13日、フジテレビ） - 浦部美晴 役
  - 海猿2 （2003年8月18日、フジテレビ）
- 伝説のマダム（2003年4月14日 - 6月23日、読売テレビ） - 光善寺玲子 役
- 負け犬女の壁第1話「結婚は、未だ現れない大トロと? or 近くにいるアジ男と?」（2004年、TBS） - 主演・城真奈美 役
- ラストプレゼント 娘と生きる最後の夏（2004年7月7日 - 9月15日、日本テレビ） - 百瀬有里 役
- 四谷くんと大塚くん/天才少年探偵登場の巻（2004年7月21日、TBS） - 中尾洋子 役
- 一番大切なデート（2004年、TBS） - 主演・長谷川カヤノ 役
- 恋のから騒ぎ ドラマスペシャル〜Love Stories〜「アニキと呼ばれた女」（2004年9月25日、日本テレビ） - 主演・雁野スミ子 役
- 交渉人（2005年3月26日、テレビ朝日） - ヒロイン・遠野麻衣子 役
- 幸福2020（2005年、NHK総合） - 主演・秋月雪乃 役
- 死亡推定時刻（2006年、フジテレビ） - 渡辺美貴子 役
- 女と男と物語PART III「第10話　ぷろぽーず」（2005年、朝日放送テレビ） - 築田ともみ 役
- 時効警察 第4話（2006年2月3日、テレビ朝日） - アヤメ旅子 役
- 大河ドラマ 功名が辻（2006年、NHK総合） - 茶々→淀 役
- 週刊真木よう子 第12話（2008年6月18日、テレビ東京） - カモメ 役
- 四つの嘘（2008年7月10日 - 9月4日、テレビ朝日） - 主演・原詩文 役
- 福家警部補の挨拶〜オッカムの剃刀〜（2009年1月2日、NHK総合） - 主演・福家警部補 役
- いのちの島（2009年11月23日、TBS） - 主演・神野めぐみ 役
- 曲げられない女（2010年1月13日 - 3月17日、日本テレビ） - 長部璃子 役
- 蛇のひと（2010年3月7日、WOWOW） - 主演・三辺陽子 役
- 11文字の殺人（2011年6月10日、フジテレビ） - 主演・結城梨花子 役
- 愛・命 〜新宿歌舞伎町駆け込み寺〜（2011年12月17日、テレビ朝日） - ヒロイン・中原洋子 役
- ダーティ・ママ!（2012年1月11日 - 3月14日、日本テレビ） - 主演・丸岡高子 役[16]
- 連続ドラマW（WOWOW）
  - 私という運命について（2014年3月23日 - 4月20日） - 主演・冬木亜紀 役[17][18]
  - 沈黙法廷（2017年9月24日 - 10月22日） - 主演・山本美紀 役[19]
- さよなら私（2014年10月14日 - 12月9日、NHK総合） - 主演・星野友美 役[20]
- 福岡発地域ドラマ「いとの森の家」（2015年12月4日・11日、NHK総合(九州・沖縄地方[21]) / 2016年2月21日・28日、NHK総合（全国）） - 主演・加奈子 役[22]
- 女性作家ミステリーズ 美しき三つの嘘 第1話「ムーンストーン」（2016年1月4日、フジテレビ） - 主演・大庭小百合 役[23]
- 刑事バレリーノ（2016年1月9日、日本テレビ） - 深平あずさ 役[24]
- 土曜ドラマ みかづき（2019年1月26日 - 2月23日、NHK総合）[25] - 赤坂千明 役[26]
- プリンセス美智子さま物語 知られざる愛と苦悩の軌跡（2019年4月30日、フジテレビ） - 主演・浜村時子 役 ※特別番組『FNN報道スペシャル　平成の“大晦日”令和につなぐテレビ』の中で放送[27]
- あの家に暮らす四人の女（2019年9月30日、テレビ東京） - 谷山雪乃 役[28][29]
- 左手一本のシュート（2020年3月14日、BS-TBS） - 田中一女 役[30]
- ドラマ10 半径5メートル（2021年4月30日 - 6月25日、NHK総合） - 亀山宝子 役[31][32][33]
- 鹿児島発地域ドラマ「この花咲くや」（2022年3月16日、NHK BSプレミアム） - 武岡綾子 役[34]
- 連続テレビ小説 舞いあがれ!（2022年10月3日 - 2023年3月31日、NHK総合） - 岩倉めぐみ 役
- 夜ドラ バニラな毎日（2025年1月20日 - 3月13日、NHK総合） - 佐渡谷真奈美 役[35]

### 配信ドラマ
- モダンラブ・東京「彼を信じていた13日間」（2022年秋配信、Amazon Prime Video）[36]

### 映画
- ドッペルゲンガー（2003年、アミューズピクチャーズ） - 由佳 役
- 石井のおとうさんありがとう（2004年、現代ぷろだくしょん） - 石井品子 役
- 空中庭園（2005年、アスミック・エース） - 飯塚麻子 役
- 天使（2006年、松竹） - カスミ 役
- 好きだ、（2006年、ビターズ・エンド） - ユウ（34歳） 役
- 気球クラブ、その後（2006年、エム・エフボックス） - 美津子 役
- 腑抜けども、悲しみの愛を見せろ（2007年、ファントム・フィルム） - 和合待子 役
- ドルフィンブルー フジ、もういちど宙へ（2007年、松竹） - 日下部七海 役
- クローズド・ノート（2007年、東宝） - 可奈子 役
- 人のセックスを笑うな（2008年、東京テアトル） - 主演・ユリ 役
- 同窓会（2008年、エスピーオー） - 友永雪 役
- R246 STORY「弁当夫婦」（2008年、ゴー・シネマ）
- その日のまえに（2008年、角川映画） - 日野原とし子 役
- 魔法遣いに大切なこと（2008年、日活） - ソラの母 役
- クローンは故郷をめざす（2009年、アグン・インク） - 高原時枝 役
- 脇役物語（2010年、東京テアトル） - アヤ 役
- 酔いがさめたら、うちに帰ろう。（2010年、ビターズ・エンド） - 園田由紀 役
- 八日目の蟬（2011年、松竹） - 野々宮希和子 役
- 四十九日のレシピ（2013年、ギャガ） - 主演・熱田百合子 役
- さいはてにて-やさしい香りと待ちながら- （2015年、東映） - 主演・吉田岬 役
- ソロモンの偽証（2015年3月7日・4月11日連続公開、松竹） - 三宅未来 役
- 夫婦フーフー日記（2015年5月30日、ショウゲート） - 主演・清水優子（ヨメ） 役（佐々木蔵之介とのダブル主演）
- 朝が来る（2020年10月23日、キノフィルムズ） - 主演・栗原佐都子 役[37]

### 吹き替え
- かいじゅうたちのいるところ（2010年） - KW 役
- ペット（2016年） - クロエ 役 [38]
- ペット2（2019年） - クロエ 役[39]

### バラエティ番組
- おしえて!ガリレオ（読売テレビ） - 後期レギュラー解答者
- はなきんデータH（1995年4月 - 1996年3月、テレビ朝日） - レギュラー
- ASAYAN（1996年 - 1998年、テレビ東京） - 司会
- ダウンタウンのガキの使いやあらへんで!! 「ガキの使い卒業 さようなら山崎邦正」（2013年4月7日、日本テレビ） - ナレーション[40]

### ドキュメンタリー番組
- たけしの万物創世紀（1996年4月 - 1996年9月、朝日放送テレビ） - レギュラー
- 女たちの北京オリンピックSP（2008年、TBS） - ナレーション
- 奇跡の地球物語〜近未来創造サイエンス（2009年10月4日、テレビ朝日） - ナレーション
- 追跡!AtoZ（2010年11月13日 - 不定期、NHK総合） - ナレーション
- コズミックフロント☆NEXT（2015年4月2日 - 2018年3月15日、NHK BSプレミアム） - ナレーション
- スポヂカラ!（2021年5月12日、NHK BS1） - ナレーション[注 2]
- ザ・ノンフィクション（フジテレビ） - ナレーション
  - 「東京、タクシー物語。」前編 〜コロナとシングルマザーの運転手〜（2021年5月9日）
  - 「東京、タクシー物語。」後編 〜シングルマザーと新人ドライバー〜 (2021年5月16日)
  - 「愛する人、見送る私」〜看護師僧侶と3つの家族 (2021年10月31日)
  - 「母と息子のやさしいごはん2」前編・後編 〜僕と母さん 時々 父さん〜 (2024年8月18日・25日)
- こころの時代「西田幾多郎　悲しみの“底”をみつめて」（2025年3月23日、NHK Eテレ）- 語り[41]

### 紀行番組
- 世界ふれあい街歩き（不定期、NHK BS・BSプレミアム4K） - ナレーション

### CM
- トヨタ自動車
  - 「カローラツーリングワゴン」（1995年）
  - 「TNGA STORY」（2015年） - 秋田 役[42]
- オーエムエムジー「O-net」（1997年）
- ソニー・コンピュータエンタテインメント 「PlayStation」（1997年）
- リクルート「ゼクシィ」（1998年）
- 常盤薬品「ベジタブルウォーター」（1998年）
- 花王「エッセンシャル ダメージケア」（1998年 - 2000年、2012年 - ）
- キリンビバレッジ「生茶」（2001年）
- 資生堂
  - 「リチャードホワイティス」（2001年）
  - 「ELIXIR SUPERIEUR」（2010年 - 2011年）
- サントリー「それから」（2004年）
- 月桂冠「つき」（2006年）
- 大和ハウス工業「xevo」（2008年 - 2009年）
- 大塚製薬「ネイチャーメイド」（2008年 - 2009年）
- 日本ハム「新鮮生活ZERO 糖質0ロースハム」（2009年）
- ライオン「スマイル40EX」（2009年 - 2010年）
- サッポロビール「サッポロ 金のオフ」（2011年 - ）
- カネボウ化粧品「コフレドール」（2012年 - ）[43][44]
- 明治「プレミアムアイスクリーム グラン」（2012年 - ）
- アコム（2013年 - ）
- 日本コカ・コーラ「ジョージア ほっとジョージア」（2013年 - ）
- エーザイ「チョコラBB」（2016年 - ）[45]
- 中小企業のチカラ 中⼩企業からニッポンを元気にプロジェクト（2022年 - ）[46]

### 舞台
- タイムスリップ黄金丸（1993年)
- Stand by me（1994年）
- 下北ビートニクス（1996年）
- 一人芝居「水物語」（1997年）
- ラヴ・レターズ（1998年）
- オレアナ（1999年）
- 恋愛戯曲（2000年）
- 人間風車（2003年）
- ふたたびの恋（2003年）
- LAST SHOW（2005年）
- ドラクル God Fearing Dracul（2007年）
- 幸せ最高ありがとうマジで!（2008年）
- 雨（2011年）
- シレンとラギ（2012年） - 主演・シレン 役
- プルートゥ PLUTO（2015年） - ウラン/ヘレナ（2役）
- 頭痛肩こり樋口一葉（2016年、シアタークリエ） - 主演・樋口一葉 役[47]
- 人形の家PART2（2019年） - 主演・ノラ 役
- 月とシネマ2023（2023年公演予定） - 高山万智子 役[48][49]

### ラジオ
- G1グルーパー（1995年-1996年3月、TOKYO FM）

### ウェブマガジン
- 大人の女性のためのトラベル・ウェブ・マガジン『旅色』旅色 SELECTION（2008年 - ）

### 音声ガイド
- 「現代スペイン・リアリズムの巨匠　アントニオ・ロペス展」（2013年、Bunkamuraザ・ミュージアム、長崎県美術館、岩手県立美術館）

## 音楽

### シングル
| #                                  | 発売日           | タイトル         | c/w              | 規格             | 規格品番         | オリコン最高位   |
| ポニーキャニオン                   | ポニーキャニオン | ポニーキャニオン | ポニーキャニオン | ポニーキャニオン | ポニーキャニオン | ポニーキャニオン |
| ---------------------------------- | ---------------- | ---------------- | ---------------- | ---------------- | ---------------- | ---------------- |
| 1st                                | 1993年8月4日     | My Home Town     | 届かぬ思い       | 8cmCD            | PCDA-00469       | 36位             |
| 2nd                                | 1994年1月21日    | Without You      | あなただけに     | 8cmCD            | PCDA-00528       | 45位             |
| 3rd                                | 1994年6月17日    | 逢いにきて       | 恋と微笑みと花   | 8cmCD            | PCDA-00598       | 67位             |
| 東芝EMI / EASTWORLD HIROMI NG 名義 |                  |                  |                  |                  |                  |                  |
|                                    | 1998年2月25日    | 9:01PM           | ひらめき         | 8cmCD            | TODT-5125        | 97位             |

### アルバム

#### オリジナル・アルバム
|                  | 発売日           | タイトル         | 規格             | 規格品番         | オリコン最高位   |                  |
| ポニーキャニオン | ポニーキャニオン | ポニーキャニオン | ポニーキャニオン | ポニーキャニオン | ポニーキャニオン | ポニーキャニオン |
| ---------------- | ---------------- | ---------------- | ---------------- | ---------------- | ---------------- | ---------------- |
| 1st              | 1993年9月1日     | N                | CD               | PCCA-00474       | 41位             |                  |
| 2nd              | 1994年7月21日    | Here and Now     | CD               | PCCA-00615       | 90位             |                  |

#### ベスト・アルバム
|                  | 発売日           | タイトル                      | 規格             | 規格品番         | オリコン最高位   |                  |
| ポニーキャニオン | ポニーキャニオン | ポニーキャニオン              | ポニーキャニオン | ポニーキャニオン | ポニーキャニオン | ポニーキャニオン |
| ---------------- | ---------------- | ----------------------------- | ---------------- | ---------------- | ---------------- | ---------------- |
| 1st              | 2007年8月17日    | 永作博美 SINGLES コンプリート | CD+DVD           | PCCA-02508       | 圏外             |                  |

### タイアップ
| 曲名   | タイアップ                               | 収録作品           |
| ------ | ---------------------------------------- | ------------------ |
| 9:01PM | テレビ東京系『ASAYAN』オープニングテーマ | シングル「9:01PM」 |

## 書籍
- やうやう（2008年1月17日、リトル・モア）ISBN 978-4898152300

### 写真集
- Uk.asagan（1997年4月21日、ぶんか社、撮影：リュウ ハナブサ）ISBN 978-4821121427
- 月刊永作博美(SHINCHO MOOK)（1998年12月、新潮社、撮影：平間至）ISBN 978-4107900548
- NAGASAKU BOXX（2001年7月11日、新潮社、撮影：操上和美、斎藤芽生）ISBN 978-4104484010

## 受賞歴
- 1996年度
  - 第11回ザテレビジョンドラマアカデミー賞 助演女優賞（『ひとり暮らし』）[50]
- 1999年度
  - 第21回ザテレビジョンドラマアカデミー賞 主演女優賞（『週末婚』）[51]
- 2006年度
  - 第21回高崎映画祭 最優秀助演女優賞（『好きだ、』）
- 2007年度
  - 第17回日本映画批評家大賞 助演女優賞（『腑抜けども、悲しみの愛を見せろ』）[52]
  - 第50回ブルーリボン賞 助演女優賞（『腑抜けども、悲しみの愛を見せろ』）
  - 第81回キネマ旬報ベスト・テン 助演女優賞（『腑抜けども、悲しみの愛を見せろ』）[53]
  - 第29回ヨコハマ映画祭 助演女優賞（『腑抜けども、悲しみの愛を見せろ』）
  - 第32回報知映画賞 助演女優賞（『腑抜けども、悲しみの愛を見せろ』）
  - 第12回日本インターネット映画大賞 助演女優賞（『腑抜けども、悲しみの愛を見せろ』）
- 2010年度
  - 第13回カリフォルニア・インディペンデント映画祭 最優秀女優賞（『脇役物語』）
  - 第20回日本映画批評家大賞 主演女優賞（『酔いがさめたら、うちに帰ろう。』）
- 2011年度
  - 第35回山路ふみ子映画賞 女優賞（『酔いがさめたら、うちに帰ろう。』）[54]
  - 第3回TAMA映画賞 最優秀女優賞（『酔いがさめたら、うちに帰ろう。』､『八日目の蟬』）
  - 第66回毎日映画コンクール 女優助演賞（『八日目の蝉』）[55]
  - 第85回キネマ旬報ベスト・テン 主演女優賞（『八日目の蝉』）
  - 第54回ブルーリボン賞 主演女優賞（『八日目の蝉』）
  - 第36回報知映画賞 主演女優賞（『酔いがさめたら、うちに帰ろう。』､『八日目の蝉』）
  - 第16回日本インターネット映画大賞 主演女優賞（『八日目の蝉』）
  - 第35回日本アカデミー賞 最優秀助演女優賞（『八日目の蝉』）[56]
- 2015年度
  - 第17回台北映画祭 最優秀主演女優賞（『さいはてにて-やさしい香りと待ちながら-』）
- 2020年度
  - 第44回日本アカデミー賞 優秀主演女優賞（『朝が来る』）[57]